# Florian Tennstedt
Florian Tennstedt (* 6. September 1943 in Sangerhausen) ist ein deutscher Sozialwissenschaftler.

## Leben
Tennstedt studierte Sozial- und Rechtswissenschaften an den Universitäten in Göttingen und Marburg. Er wurde in Göttingen promoviert und war danach als wissenschaftlicher Assistent an der TU Braunschweig und als Akademischer Rat an der Fakultät für Soziologie der Universität Bielefeld tätig. Er wurde an die Universität Kassel berufen und war Professor für Sozialpolitik am ehemaligen Fachbereich Sozialwesen. 
Sein Forschungsschwerpunkt ist die historische Sozialpolitik. Er ist Autor zahlreicher Veröffentlichungen und Herausgeber der vierzigbändigen Quellensammlung zur Geschichte der deutschen Sozialpolitik 1867 bis 1914. Tennstedt ist korrespondierendes Mitglied der Akademie der Wissenschaften und der Literatur Mainz.

## Schriften (Auswahl)
- als Herausgeber mit Christoph Sachße: Bettler, Gauner und Proleten. Armut und Armenfürsorge in der deutschen Geschichte. Ein Bild-Lesebuch (= rororo 7777 Rororo-Sachbuch). Rowohlt, Reinbek bei Hamburg 1983, ISBN 3-499-17777-3.
- mit Christoph Sachße: Die Bundesrepublik – Staat und Gesellschaft. Eine Einführung für soziale Berufe. Weinheim Verlag, München 2005, ISBN 3-7799-1948-6.
- mit Christoph Sachße: Geschichte der Armenfürsorge in Deutschland. 4 Bände. Kohlhammer, Stuttgart 1980–2012:
  - Band 1: Vom Spätmittelalter bis zum Ersten Weltkrieg. 1980, ISBN 3-17-005412-0;
  - Band 2: Fürsorge und Wohlfahrtspflege 1871–1929. 1988, ISBN 3-17-010083-1;
  - Band 3: Der Wohlfahrtsstaat im Nationalsozialismus. 1992, ISBN 3-17-010369-5;
  - Band 4: Fürsorge und Wohlfahrtspflege in der Nachkriegszeit 1945–1953. 2012, ISBN 978-3-17-022225-0.
- mit Alfons Labisch: Der Weg zum „Gesetz über die Vereinheitlichung des Gesundheitswesens“ vom 3. Juli 1934. Entwicklungslinien und -momente des staatlichen und kommunalen Gesundheitswesens in Deutschland (= Schriftenreihe der Akademie für öffentliches Gesundheitswesen in Düsseldorf. Band 13, 1.2). Düsseldorf 1985.
- mit Alfons Labisch: Gesundheitsamt oder Amt für Volksgesundheit? Zur Entwicklung des öffentlichen Gesundheitsdienstes seit 1933. In: Norbert Frei (Hrsg.): Medizin und Gesundheitspolitik in der NS-Zeit (= Schriften der Vierteljahrshefte für Zeitgeschichte. Sondernummer). R. Oldenbourg Verlag, München 1991, ISBN 3-486-64534-X, S. 35–66.
- mit Eckhard Hansen (Hrsg.): Biographisches Lexikon zur Geschichte der deutschen Sozialpolitik 1871 bis 1945. Kassel University Press, Kassel 2010–2018;
  - Band 1: Sozialpolitiker im Deutschen Kaiserreich 1871 bis 1918. Bearbeitet von Dirk Hainbuch und Florian Tennstedt, 2010, ISBN 978-3-86219-038-6;
  - Band 2: Sozialpolitiker in der Weimarer Republik und im Nationalsozialismus 1919 bis 1945. Bearbeitet von Eckhard Hansen, Christina Kühnemund, Christine Schoenmakers und Florian Tennstedt, 2018, ISBN 978-3-7376-0474-1.
- mit Wolfgang Ayaß und Wilfried Rudloff: Sozialstaat im Werden. Stuttgart 2021;
  - Band 1: Gründungsprozesse und Weichenstellungen im Deutschen Kaiserreich. ISBN 978-3-515-13006-6;
  - Band 2: Schlaglichter auf Grundfragen. ISBN 978-3-515-13007-3.